# Терадура (Салерно)
Терадура је насеље у Италији у округу Салерно, региону Кампанија.
Према процени из 2011. у насељу је живело 101 становника. Насеље се налази на надморској висини од 195 м.